# Rakaye-Mossi
Ne doit pas être confondu avec Rakaye-Yarcé.
Rakaye-Mossi est une commune rurale située dans le département de Doulougou de la province du Bazèga dans la région du Centre-Sud au Burkina Faso.

## Géographie
La commune de Rakaye-Mossi est traversée par la route nationale 6.

## Santé et éducation
Le centre de soins le plus proche de Rakaye-Mossi est le centre de santé et de promotion sociale (CSPS) de Rakaye-Yarcé.